# Hwasong-15
Lo Hwasong-15 (화성 15 호?, 火星 15 号LR, Mars-15MR) è un missile balistico intercontinentale sviluppato dalla Corea del Nord. Ha avuto il suo volo inaugurale il 28 novembre 2017, intorno alle 3 del mattino ora locale. È il primo missile balistico sviluppato dalla Corea del Nord che è teoricamente in grado di raggiungere tutta la terraferma degli Stati Uniti d'America e quasi tutti i continenti.
Il 18 febbraio 2023 un secondo Hwasong-15 è stato lanciato dalla Corea del Nord. Il volo del missile balistico intercontinentale è avvenuto alle 17,22 ora locale.